# Датско-норвежские отношения
Датско-норвежские отношения — двусторонние дипломатические отношения между Данией и Норвегией. Государства являются членами Организации Объединённых Наций, Совета Европы, Северного совета, НАТО, Совета государств Балтийского моря, Европейской ассоциации свободной торговли, Всемирной торговой организации (ВТО) и Организации экономического сотрудничества и развития.
В Дании проживает около 15 000 норвежцев, а в Норвегии — около 20 000 датчан.

## Ранний период истории

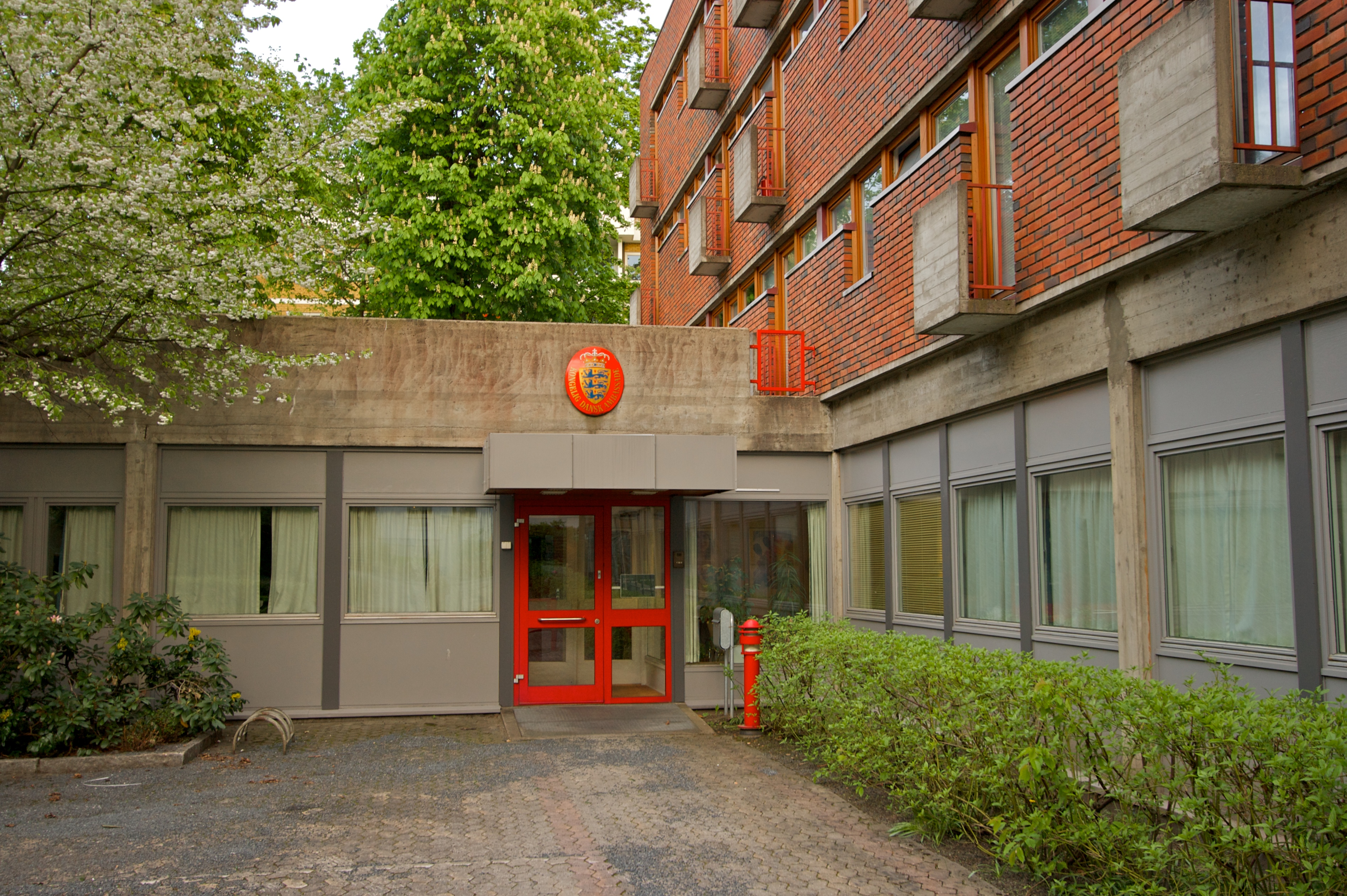
Посольство Дании в Осло

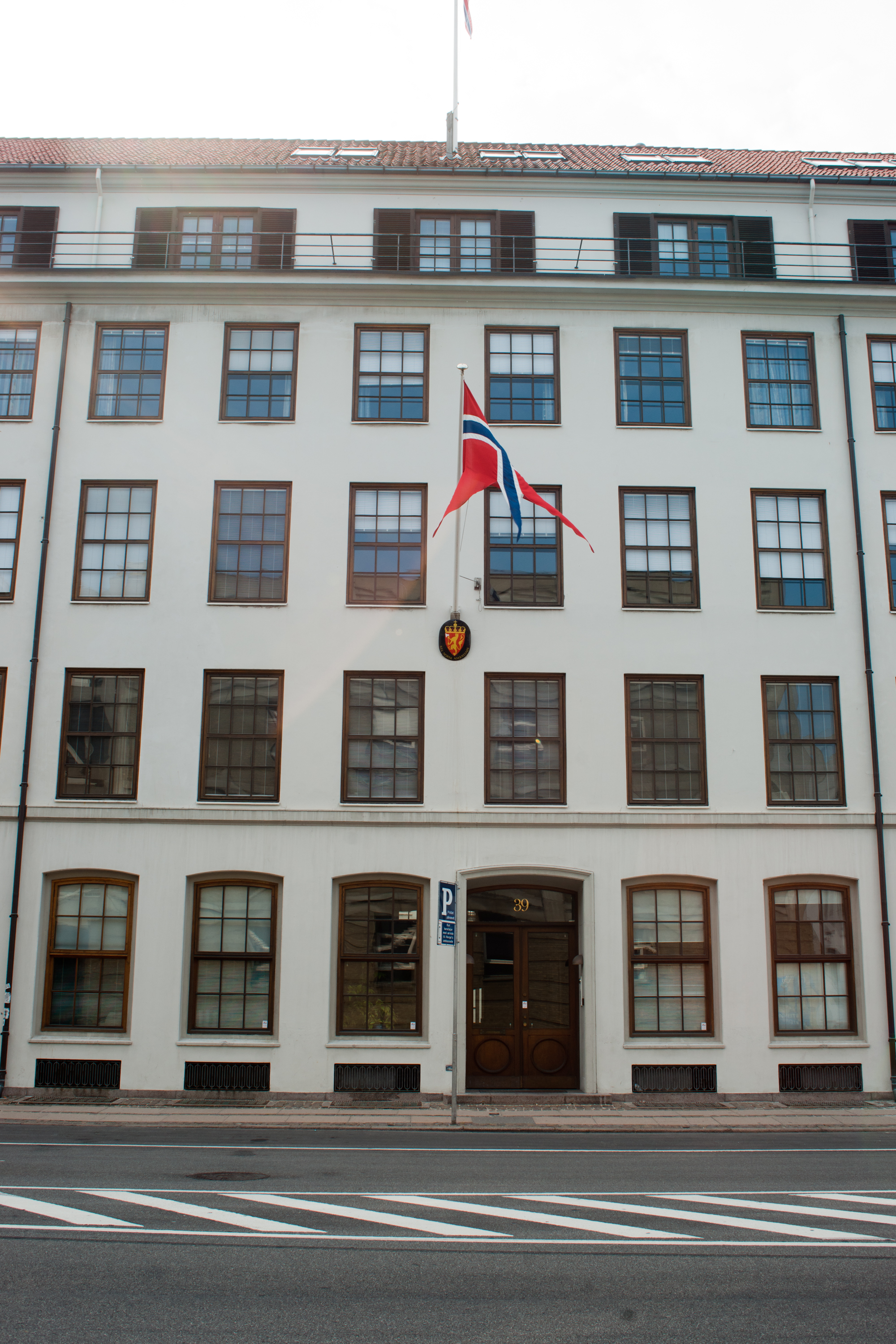
Посольство Норвегии в Копенгагене

Дания принимала участие в битве у Свольдере против Норвегии в 1000 году и в последующем разделе территории Норвегии. Дания и Норвегия вместе с Королевством Англией входили в состав Империи Северного Моря с 1013 по 1042 год.

## Кальмарская уния
Кальмарская уния — историографический термин, обозначающий личную унию, объединившую три королевства: Данию, Норвегию (с Исландией, Гренландией, Фарерскими, Шетландскими и Оркнейскими островами) и Швецию (включая Финляндию) под властью одного монарха, с населением менее 3 000 000 человек.
Государства не отказались ни от своего суверенитета, ни от своей независимости, но по факту они не были автономными, монарх руководил внешней политикой. Расхождение интересов (особенно недовольство шведской знати доминирующей ролью Дании и Гольштейна) привело к конфликту, начиная с 1430-х годов до его распада в 1523 году, когда королём Швеции стал Густав I Ваза.
Однако Норвегия и её заморские владения продолжали оставаться частью Датско-норвежской унии под династией Ольденбургов в течение нескольких столетий до распада в 1814 году.

## Датско-норвежская уния
Датско-норвежская уния — историографическое название бывшего политического образования, состоящего из королевств Дании и Норвегии, включая изначально норвежские владения Исландии, Гренландии и Фарерских островов. После распада Кальмарской унии два королевства заключили личную унию в 1524 году, которая существовала до 1814 года.
Термин Датское королевство иногда используется для включения обеих стран в период 1536—1660 годов, поскольку политическая и экономическая власть находилась в Копенгагене. Термин охватывает династию Ольденбургов за исключением Шлезвига и Гольштейна. Администрация государства использовала два официальных языка, датский и немецкий, и в течение нескольких столетий существовали как датская, так и немецкая канцелярия.

## Распад союза
Датско-норвежская уния была расторгнута в 1814 году. Исландия стала частью Дании в 1814 году, в 1918 году получила личную унию, а независимость была обретена в 1944 году.
Дания одной из первых подписала Шпицбергенский трактат от 1920 года, который признавал суверенитет Норвегии над архипелагом Шпицберген в Северном Ледовитом океане и предоставил подписавшим сторонам равные права на участие в коммерческой деятельности и научных исследованиях на архипелаге. В начале 1930-х годов Норвегия оккупировала части датской территории Гренландии. В 1933 году Постоянная палата международного правосудия вынесла решение, признавшее незаконным норвежское вторжение и оккупация закончилась.

## Вторая мировая война
Дания и Норвегия были захвачены Нацистской Германией в 1940 году, и материковые территории обеих стран оказались под германской оккупацией с относительно небольшими военными потерями. Из  2100 норвежских евреев более 770 были депортированы и убиты во время оккупации. Напротив, быстрая капитуляция привела к мягкой оккупации Дании, что также привело к отсрочке депортации датских евреев до тех пор, пока почти все они не бежали в нейтральную Швецию. В общей сложности немцами было депортировано 477 датских евреев, и 70 из них погибли, из довоенного числа чуть более 8000 человек.

## Современные отношения
Государства являются важными торговыми партнерами. В 2019 году они были пятыми по величине источниками импорта друг для друга, тогда как Норвегия стала третьим по величине экспортным направлением для Дании, а Дания была шестым по величине экспортным направлением для Норвегии.
Строительство Baltic Pipe было завершено в октябре 2022 года для обеспечения поставок природного газа из Норвегии в Данию и Польшей.

## Дипломатические представительства
- Дания имеет посольство в Осло[11].
- Норвегия содержит посольство в Копенгагене[12].